# Айрін Гант
Айрін Гант (англ. Irene Hunt; 22 лютого 1892 — 13 жовтня 1988) — американська акторка німого кіно. Вона з'явилася у 120 фільмах між 1911 та 1926 роками.

## Життєпис
Народилася в Нью-Йорку, померла в Пасо-Роблесі, штат Каліфорнія.

## Вибіркова фільмографія
- 1913 — Майже врятований / Almost a Resque — Мей Сміт
- 1914 — Над виступом / Over the Ledge — Мейбл
- The Life of General Villa (1914)
- The Mountain Rat (1914)
- The Penitentes (1915)
- The Outlaw's Revenge (1915)
- The Hand at the Window (1918)
- Moon Madness (1920)
- 1920 — Близнюк Попелюшки, Cinderella's Twin
- 1921 — Остання карта / The Last Card
- The Big Punch (1921)
- 1921 — Олівер Твіст молодший / Oliver Twist, Jr.
- The Crimson Challenge (1922)
- Forget Me Not (1922)
- Pawn Ticket 210 (1922)
- Hearts Aflame (1923)
- The Eternal Three (1923)
- The Dramatic Life of Abraham Lincoln (1924) as Nancy Hanks Lincoln
- The Foolish Virgin (1924)